# Australian Classification Board
Australian Classification Board (do 2006 roku Office of Film and Literature Classification, OFLC) – ustawowe narzędzie cenzury i klasyfikacji filmów, gier komputerowych i publikacji, pozwalające na prowadzenie aktualizowanej na bieżąco klasyfikacji przez australijską Komisję Klasyfikacyjną, której zadaniem jest ocena i klasyfikowanie tychże oraz podawanie do publicznej wiadomości wyników oceny. Gry komputerowe i filmy ocenione przez Komisję są następnie oznaczane specjalnym, umownym kodem, począwszy od 1995 roku.
Aktualnymi członkami Komisji Klasyfikacyjnej są: Des Clark (kierownik), Paul Hunt (zastępca kierownika), Wendy Banfield (starszy klasyfikator), Marie-Louise Carroll (starszy klasyfikator), Jeremy Fenton, Alexandra Greene, Robert Sanderson, Rodney Smith i Lynn Townsend.
Aktualnymi członkami klasyfikacji przeglądu są: Maureen Shelley (organizator), Trevor Griffin (delegat organizatora), Rob Shilkin, Kathryn Smith, Gillian Groom i Anthony Hetrih.
Komisja zmieniła nazwę usuwając z niej słowo „cenzura”. Mimo to Komisja Klasyfikacyjna może cenzurować media odmawiając klasyfikacji, przez co nielegalna staje się ich sprzedaż, pokaz i import do kraju.
Budziło to kontrowersje zwłaszcza w przypadku gier komputerowych, bo nie istniała do 2013 dla nich klasyfikacja „adult R18+”.

## Oceny

### Oceny literatury
- Unrestricted – bez ograniczeń
- Unrestricted – Mature – oznacza to, że książka jest dozwolona od 17 lat
- Restricted Category 1 – ta ocena oznacza, że książka jest dozwolona od 18 lat
- Restricted Category 2 – pornografia: ograniczenia jak powyżej

### Klasyfikacja gier komputerowych i filmów
| Ograniczenie               | Informacje |
| -------------------------- | --- |
| General                    | Filmy i gry dopuszczone bez ograniczeń wiekowych. Jakkolwiek, „G” nie oznacza, że film czy gra jest przeznaczona dla dzieci, gdyż część takich produkcji nie wzbudzi zainteresowania najmłodszych. „G” oznacza, że produkcja nie zawiera treści zagrażających psychice dziecka. |
| Parental Guidance          | Filmy i gry, w których zalecana jest kontrola ich oglądania czy użytkowania przez młodsze dzieci, i w razie potrzeby wyjaśnianie niezrozumiałych dla nich treści. Zawartość jest łagodna. |
| Mature                     | Filmy i gry, których odbiór wymaga pewnego doświadczenia i wiedzy o świecie. Zawartość jest umiarkowana. Niektóre klasyfikacje powyżej kategorii „M” mają znaczenie jedynie doradcze, nie są prawnie wiążące. Dla kontrastu, klasyfikacje poniżej mają prawne ograniczenia – tzn. nielegalna jest sprzedaż lub prezentowanie takich produkcji osobom młodszych niż wyznaczony limit wieku. „M” oznacza, że gra lub film jest odpowiedni od 15. roku życia. |
| Mature Accompanied         | Dla osób poniżej 15. roku życia tylko pod opieką dorosłego, w kinie jest wymagane towarzystwo osoby dorosłej. Osoby poniżej 15. roku życia nie mogą kupować czy wypożyczać takich filmów lub gier. |
| Restricted                 | Osoby poniżej 18. roku życia nie mogą oglądać tak oznaczonych filmów w kinie ani kupować takich gier i filmów czy wypożyczać. Ich zawartość uznano za wysoce szkodliwą dla niepełnoletnich. |
| Restricted                 | Osoby w wieku poniżej 18 lat nie mogą kupować ani wypożyczać tak oznaczonych filmów. Ta klasyfikacja dotyczy jedynie filmów uznanych za pornograficzne. |
| Exempt from Classification | Filmy wyłączone z ich klasyfikowania ze względu na wiek odbiorcy. Ta klasyfikacja dotyczy np. filmów dokumentalnych, wiadomości bieżących czy innych produkcji, których tematyka pozwala na takie wyłączenie. |

### Klasyfikacja programów telewizyjnych
Oznaczenie jest wyświetlane przez pierwszych kilka sekund programu po jego rozpoczęciu i po bloku reklamowym.
| Ograniczenie       | Informacje |
| ------------------ | --- |
| Preschool          | Tak oznaczone są programy adresowane do dzieci w wieku 2-11 lat. Komercyjne stacje muszą nadać co najmniej 30 minut takich programów dziennie. Takie programy nie mogą być przerywane reklamami. |
| Children           | Tak oznaczone są programy adresowane do dzieci w wieku 5-14 lat. Komercyjne stacje muszą nadać co najmniej 30 minut takich programów dziennie w godzinach 7:00-8:00 lub 16:00-20:30 oraz dodatkowo 2,5 godziny w godzinach 7:00-20:30 w weekendy oraz dni wolne od nauki szkolnej. Takie programy mogą być przerwane maksymalnie 5 minutowym blokiem reklamowym + 2 minutową autopromocją. |
| General            | Programy dopuszczone bez ograniczeń wiekowych. Można je pokazywać bez ograniczeń czasowych. |
| Parental Guidance  | Programy, w których zalecana jest kontrola ich oglądania przez młodsze dzieci. Można je pokazywać bez ograniczeń tylko na cyfrowych kanałach, a w analogowych w godzinach 8:30-16:00 i 19:00-6:00 w dni powszednie oraz 10:00-6:00 w weekendy. |
| Mature             | Programy, których odbiór wymaga pewnego doświadczenia i wiedzy o świecie. „M” oznacza, że program jest odpowiedni od 15. roku życia. Może być wyświetlany w godzinach 20:30-5:00 oraz 12:00-15:00 w dni szkolne. |
| Mature Accompanied | Dla osób poniżej 15. roku życia tylko pod opieką dorosłego. Może być wyświetlany w godzinach 21:00-5:00. |
| Adult Violence     | Jak MA15, tylko z dużą zawartością przemocy. Może być wyświetlany w godzinach 21:30-5:00. |

## Poprzednia klasyfikacja filmów i gier komputerowych
Takie oznaczenia można jeszcze spotkać na starszych filmach czy dystrybucjach gier w Australii.
- G (General) – Dopuszczone bez ograniczenia wieku.
- G8+ (General for children over 8 years of age) – Zalecane jest, aby dzieci w wieku poniżej 8 lat oglądały taki film lub grały w taką grę w towarzystwie opiekunów. Produkcja może zawierać elementy niezrozumiałe dla dziecka, wymagające wytłumaczenia przez dorosłego.
- M15+ (Mature) – Nie polecane dla osób poniżej 15. roku życia, jednak bez ograniczeń prawnych w nabywaniu czy wynajmowaniu takich produkcji przez osoby poniżej 15. roku życia.
- MA15+ (Mature Restricted) – Niewłaściwy dla osób poniżej 15. roku życia. Prawny zakaz nabywania i wynajmowania produkcji tego typu przez osoby poniżej limitu wieku, oglądanie dozwolone jedynie w obecności dorosłego opiekuna.